# Museu Glenbow
O Glenbow Museum em Calgary é o maior museu do Oeste do Canadá, com mais de 93.000 pés quadrados (8.600 m²) de espaço de exposições em mais de 20 galerias, expondo uma seleção da coleção do Glenbow de mais de um milhão de objetos.
O Instituto Glenbow-Alberta foi formado em 1966, quando Eric Harvie doou sua vasta coleção histórica para o povo de Alberta. Localizado no centro da cidade de Calgary em frente a Torre de Calgary, o Instituto mantém o Museu Glenbow, aberto ao público, que abriga não apenas a sua coleção de museu, mas também uma grande coleção de arte, biblioteca, e arquivos.  Em 2007, uma nova exposição permanente intitulada "Mavericks" foi inaugurada no terceiro andar; esta exposição traça a história de Alberta através de uma série de 48 personalidades influentes. O CEO do Museu Glenbow, Michael P. Robinson, é membro da Ordem do Canadá.

## História
O "Glenbow Museum" foi fundado em 1966, com financiamento tanto por Harvie quanto pelo governo de Alberta, que deram 5 milhões de dólares cada. 

## Coleções
A coleção deste museu conta com 33.000 trabalhos desde o século XIX até os dias de hoje, contendo obras históricas, modernas e contemporâneas que ou fizeram parte ou pertencem atualmente a América do Norte. O local também conta com uma seção de pinturas de paisagem e impressões do pintor canadense Walter J. Phillips, o artista inglês  Sybil Andrews, das primeiras nações aborígenas e a população Inut. As referências são tanto nacionais quanto internacionais.  

### História Cultural
A coleção de história cultural do museu contém mais de 100.000 objetos originários de vários lugares ao redor do globo. Essas exposições revelam como as pessoas ganhavam a vida, faziam seus cultos, como eram governadas, o que faziam para relaxar, como eles se vestiam, como se alimentavam e como as lembranças de família ajudavam a criar uma nova casa em uma nova terra.

### Etnologia
A coleção de etnologia de Glenbow contém aproximadamente 48.000 itens feitos ou usados por povos indígenas do Norte da América assim como outras localidades selecionadas na América do Sul, África, Oceania e Ásia. 

### História Militar
A coleção militar do museu é a mais diversificada na parte ocidental do Canadá, com 26.000 itens, estendendo-se por vários países, em particular, europeus e asiáticos. Há armamentos e armaduras japonesas. Também tem medalhas, decorações e ordenamentos canadenses. 

## Biblioteca
A biblioteca de Glenbow contém 100.000 livros, periódicos, jornais, mapas e panfletos que foram relevantes para o Canadá Ocidental. A coleção inclui a rara literatura ilustrada de cavaleiros do século XV, livros de escola e vários volumes e materiais referentes as coleções do museu sobre a história militar, a etnologia, mineralogia e arte. 